# Seydou Keita (Fußballspieler)
Seydou Keïta (anglisiert zu Keita; * 16. Januar 1980 in Bamako) ist ein ehemaliger malischer Fußballspieler. Der Mittelfeldspieler ist Rekordspieler und Rekordtorschütze der malischen Nationalmannschaft.

## Karriere

### Die Anfänge
Im Jahre 1997 wechselte Seydou Keita als damals 17-jähriger aus seiner malischen Heimat nach Frankreich, wo er in der Jugend von Olympique Marseille spielte. Dort wurde er 1999 in das Profiteam geholt, konnte sich allerdings nicht durchsetzen, da er zwar drei Einsätze in der Champions League vorweisen, aber nur sechs Saisonspiele bestreiten konnte. Anschließend ging er zum Zweitligisten FC Lorient, mit dem er sofort den Aufstieg in die Division 1 erreichte. Zwar konnte er im folgenden Jahr seinen Stammplatz behaupten und mit den Bretonen den französischen Pokal gewinnen, stieg aber mit dem Verein 2002 als Tabellenletzter wieder ab.

### Die letzten Jahre
Anschließend wechselte Seydou Keita zum RC Lens, für den er die folgenden fünf Jahre spielte. Mit Lens konnte sich Keita in vier von fünf Spielzeiten für einen internationalen Wettbewerb qualifizieren (dreimal UEFA-Pokal und einmal Champions League) und wurde am Ende Kapitän seines Teams. Im Sommer 2007 unterschrieb Seydou Keita einen langjährigen Vertrag beim spanischen Erstligisten und zweimaligen UEFA-Pokal-Gewinner sowie Pokalsieger 2007, dem FC Sevilla. Dort zeigte er bemerkenswerte Leistungen und erzielte in 31 Spielen vier Tore. Anschließend wechselte er zur Saison 2008/2009 für eine Ablösesumme von 14 Millionen € zum FC Barcelona, bei dem er einen Vierjahresvertrag unterschrieb. In seiner ersten Saison bei den Katalanen gewann Keita das Triple, dabei kam er in 29 von 38 Ligaspielen zum Einsatz, davon sieben über die volle Spielzeit. In der Saison 2009/10 hatte sich Keita an das Spielsystem des FC Barcelona vollständig gewöhnt und wurde zu einer festen Größe im Mittelfeld des Teams, das die spanische Meisterschaft am Ende der Saison erfolgreich verteidigte. Keita lief in dieser Saison auch als linker Außenstürmer auf und erzielte beim 6:1 im Ligaspiel gegen Real Saragossa drei Tore. Anfang der Saison 2010/11 wurde Keitas Vertrag bis 2014 verlängert. Am 7. Juli 2012 gab der FC Barcelona bekannt, dass Keita den Verein mit sofortiger Wirkung verlassen werde. Medienberichten zufolge zog Keita eine Ausstiegsklausel, die es ihm erlaubt den Verein ablösefrei zu verlassen, wenn er weniger als die Hälfte der Saisonspiele absolviert. Er verließ den FC Barcelona nach vier Spielzeiten, in denen er 14 Titel gewann. Im Juli 2012 wechselte er zum chinesischen Erstligisten Dalian Aerbin. Er verließ den Verein im November 2013 nach wettbewerbsübergreifend 41 Spielen, in denen ihm zehn Tore gelangen.
Am 30. Januar 2014 kehrte Keita in die Primera División zum FC Valencia zurück. Er unterschrieb einen Vertrag bis zum Ende der Saison 2013/14 mit einer Option auf eine weitere Spielzeit. Von dieser Option machte Keita nach elf Ligaeinsätzen, in denen ihm ein Tor gelang, nicht Gebrauch.
Zur Saison 2014/15 wechselte Keita in die italienische Serie A zur AS Rom. Er unterschrieb einen Vertrag bis zum Saisonende.
Zur Saison 2016/17 wechselte er nach Katar zu al-Jaish. Nach einer Saison beendete er seine Spielerkarriere.

### International
Für Mali nahm er bereits mit der U-20-Auswahl an der Junioren-Fußballweltmeisterschaft 1999 teil, bei dem er mit seinem Team einen hervorragenden dritten Platz belegen konnte und zum besten Spieler des Turniers gewählt wurde.
Seydou Keita ist aktueller malischer Nationalspieler. Sein Debüt für Mali gab er im April 2000 gegen Libyen. Bei Keitas erster Africa-Cup-Teilnahme in seinem Heimatland Mali im Jahr 2002 egalisierte Keita im Eröffnungsspiel gegen Liberia kurz vor Ende des Spiels den Treffer von George Weah und erzielte somit den 1:1-Endstand. Mali drang in diesem Turnier bis ins Halbfinale vor, wo man den späteren Sieger Kamerun unterlag. Bei der Afrikameisterschaft 2004, bei der Keita vier Spiele bestritt, war für Mali erneut im Halbfinale Endstation. Für den Afrika-Cup 2006 war sein Team nicht qualifiziert und beim Africa-Cup 2008, bei den Keita bei allen Spielen Malis in der Startelf stand, schied sein Team bereits in der Vorrunde aus. Zwei Jahre später war Mali beim Africa-Cup in die Gruppe des Gastgebers Angola gelost worden. Im Eröffnungsspiel führte der Gastgeber in der 79. Minute bereits mit 4:0, ehe sich Mali durch zwei Tore von Keita noch ein 4:4 erkämpfte. Doch auch bei diesem Turnier schied Keita mit seinem Team in der Vorrunde aus.

## Erfolge
Verein:
- Aufstieg in die Ligue 1: 2001
- Französischer Pokal: 2002
- Spanische Meisterschaft: 2009, 2010, 2011
- Spanischer Pokal: 2009, 2012
- Spanischer Superpokal: 2007, 2009, 2010, 2011
- UEFA Champions League: 2009, 2011
- UEFA Super Cup: 2009, 2011
- FIFA-Klub-Weltmeisterschaft: 2009, 2011

Nationalmannschaft:
- Dritter Platz bei der Junioren-Fußballweltmeisterschaft 1999
- Spieler des Turniers bei der Junioren-Fußballweltmeisterschaft: 1999

## Sonstiges
Keita ist Athletenbotschafter der Entwicklungshilfeorganisation Right to Play. Der ehemalige Profifußballspieler Salif Keïta ist Seydous Onkel. Sein Cousin Mohamed Sissoko ist ebenfalls Profifußballer.